# André Frédéric Cournand
André Frédéric Cournand [kurnan] (24. září 1895, Paříž – 19. únor 1988, Great Barrington) byl francouzsko-americký lékař, jemuž byla v roce 1956 udělena Nobelova cena za fyziologii a lékařství (spolu s Wernerem Forssmannem a Dickinson Richardsem), a to za objev techniky katetrizace srdce a výzkum patologických změn v oběhovém systému.

## Život
Vystudoval nejprve na bakalářské úrovni fyziku, chemii a biologii na Sorbonně (na Faculté des Lettres), poté začal studovat na magisterské úrovni lékařství, ale studia přerušila první světová válka, do níž musel narukovat. Zúčastnil se bojů, za což získal válečný kříž se třemi bronzovými hvězdami. Lékařská studia dokončil po válce a nastoupil do Hôpitaux de Paris, kde se věnoval klinické medicíně. Ještě před druhou světovou válkou odešel do Spojených států amerických, když mu bylo nabídnuto místo v Bellevue Hospital v New Yorku (pracoviště Kolumbijské univerzity). Roku 1941 se stal americkým občanem. Roku 1949 získal Laskerovu cenu. Od roku 1951 byl na Kolumbijské univerzitě profesorem. Zde se začal věnovat i vědeckému výzkumu, pod vedením Dickinsona Richardse, a to nejprve v oblasti respiračních chorob, později více srdečních chorob. Richardsův tým vyvinul především unikátní techniku katetrizace, za což byl také roku 1956 oceněn Nobelovou cenou.